# Volvo Masters 1980
Il Masters 1980 (chiamato anche Volvo Masters 1980 per motivi di sponsorizzazione) è stato un torneo di tennis giocato sui campi in sintetico indoor del Madison Square Garden di New York negli Stati Uniti. È stata l'11ª edizione del torneo di singolare di fine anno, la 7ª del torneo di doppio di fine anno ed era parte del Volvo Grand Prix 1980. Il torneo si è giocato a New York dal 14 al 18 gennaio 1981.

## Partecipanti

### Teste di serie
| Nazionalità | Giocatore       | Ranking | Testa di serie |
| ----------- | --------------- | ------- | -------------- |
| Svezia      | Björn Borg      | 1       | 1              |
| Stati Uniti | John McEnroe    | 2       | 2              |
| Stati Uniti | Jimmy Connors   | 3       | 3              |
| Argentina   | Guillermo Vilas | 4       | 4              |
| Stati Uniti | Gene Mayer      | 5       | 5              |
| Rep. Ceca   | Ivan Lendl      | 6       | 6              |
| Stati Uniti | Harold Solomon  | 7       | 7              |
| Argentina   | José Luis Clerc | 8       | 8              |

## Campioni

### Singolare
Björn Borg ha battuto in finale  Ivan Lendl con il punteggio di 6–4, 6–2, 6–2.

### Doppio
Peter Fleming /  John McEnroe hanno battuto in finale  Peter McNamara /  Paul McNamee con il punteggio di 6–4, 6–3